# 1923 en santé et médecine
| Années de la santé et de la médecine : 1920 - 1921 - 1922 - 1923 - 1924 - 1925 - 1926    |
| Décennies de la santé et de la médecine : 1890 - 1900 - 1910 - 1920 - 1930 - 1940 - 1950 |

Cet article présente les faits marquants de l'année 1923 en santé et médecine.

## Événements
- Le biologiste français Gaston Ramon découvre le principe des anatoxines qui permet la mise au point des vaccin antidiphtérique et anti-tétanique[1],[2].

## Prix
- Prix Nobel de physiologie ou médecine remis au canadien Frederick Banting (1891-1941) pour la découverte de l'insuline.

## Naissances
- 8 avril : Louis Lareng (mort en 2019), professeur agrégé de médecine, spécialiste en anesthésie réanimation et homme politique français, fondateur du service d'aide médicale urgente (SAMU) avec le docteur Madeleine Bertrand.
- 10 juin : Martin Henriksson Holmdahl (mort en 2015), médecin anesthésiste suédois.
- 23 juin : John E. Sarno, (mort en 2017), professeur de médecine américain.
- 31 juillet : Victor Goldbloom, médecin et politicien anglo-québécois.

## Décès
- 20 février : Thomas George Roddick, (né en 1846), médecin et député fédéral du Québec.